# YOH (俳優)
YOH（ヨウ、1980年4月16日 - ）は、日本の俳優、ファッションモデル、写真家、デザイナー。
東京都出身。ギグマネジメントジャパン所属。身長182cm。2014年4月16日から2017年10月までの期間、名前の表記をYOHから一乃瀬洋介に改名していたが、その間もクリエイターとしての名義はYOHであった。

## 人物・来歴
舞台、映像、広告、雑誌、ファッションショーなどで幅広く活動。自身のアート・ブランド「∞Endless∞」でディレクター及びデザイナー（桑沢デザイン研究所出身）として、アクセサリーをはじめとしたあらゆるアイテムのデザイン（一部製作）を担当。これらは自身が出演する舞台や主催のイベントで展示、販売されることもある。au着せ替え携帯パッケージ、ガガガSPのライブグッズ、CDジャケット、舞台やイベント等のフライヤー、グッズ、演劇ユニットのロゴなど外部依頼のデザインも数多く手掛けている。2010年と2011年に銀座の画廊にて開催された複数のデサイナーによる企画個展に参加、グラフィック・造形デザインを出展。2015年からは専門学校の講師を務めるなど、型にとらわれることなく幅広く活動している。
2004年、『ミュージカル テニスの王子様』の橘桔平役で俳優デビューを果たし、数々の舞台、『仮面ライダーW』に出演している。2006年8月より、藤原祐規とユニット「ZERO」を結成。リーダーを務めている。「劇団アボガドカフェ」第一期・第二期リーダー。
趣味・特技は、サッカー、デザイン、スケートボード、スノーボード。

## 主な出演作品

### テレビドラマ
- 仮面ライダーW 第1話（2009年9月、テレビ朝日） - 戸川陽介 役

### ネットドラマ
- 弾幕ヒーローニコバスターズ（ニコニコ23.5時間テレビ・ニコニコ動画） - 岩間 / ニコブラック 役

### 映画
- 実写版 テニスの王子様（2006年5月13日）

### 舞台
- ミュージカル テニスの王子様 - 橘桔平 役
  - in winter 2004-2005 side不動〜special match〜（2004年12月29日 - 2005年1月2日、東京芸術劇場）
  - The Treasure Match 四天宝寺 feat.氷帝（2009年2月6日 - 3月31日、東京 / 地方公演 / 台湾）
  - Dream Live 2（2005年5月4日、東京ベイNKホール）
  - Dream Live 4（2007年3月30日・31日、パシフィコ横浜）
  - Dream Live 7（2010年5月8日、神戸ワールド記念ホール）※日替わりゲスト
- SMILY☆SPIKY 初公演「ダストスパート」（2006年4月14日 - 16日、恵比寿エコー劇場） - 山田宗一郎 役
- 劇団トノチョ’公演「ミセモノ」（2007年2月28日 - 3月4日、中野ザ・ポケット） - 阿久津 役
- 少年陰陽師〈歌絵巻〉―この少年、晴明の後継につき―（2007年10月4日 - 8日、サンシャイン劇場） - 神楽大元 役
- Be With プロデュース公演 VOL.01「Night on the planet」（2007年11月9日 - 11日、しもきた空間リバティ）
- 劇団コラソン
  - 第2回公演「トペ・コンヒーロー」（2007年12月29日・30日、ARENA CORAZON 笹塚ファクトリー） - 阿部信 役
  - 第11回公演「もしドラ -コラソン版-」（2011年9月12日・19日・26日、六本木コパスティックカフェ） - ドラえもん 役
  - 「コラソマニア2」（2011年10月29日、Zher the ZOO YOYOGI） - 「キセキ」てつや 役
  - 第12・13回公演「新☆先輩かっけ〜す!」&「キセキ」（2011年11月14日・21日・28日・12月5日・12日、copastic cafe&bar 六本木） - 「新☆先輩かっけ〜す!」藤原 淳司 役、「キセキ」てつや 役
  - 第29回公演「泣いた赤鬼〜相棒エピソード2〜」（2014年2月21日 - 24日、タイニイアリス） - 青鬼 役
  - 第32回公演「ドツボ」（2015年4月29日 - 5月3日） - 笹山 役
- オレイロ2（2008年2月29日 - 3月2日、新宿シアター・ミラクル） - 陽介 役
- プラスイズム Vol.6「MURAISM」（2008年11月12日 - 18日、新宿シアターブラッツ） - 西村ネロ 役
- ルドビコ★ vol.4「Little Alice〜少年アリスの時間割〜」（2009年4月29日 - 5月5日、全労済ホールスペース・ゼロ） - チシャキャット 役
- Func A ScamperS 009
  -     1. 05「突然3号」（2009年7月12日 - 19日、笹塚ファクトリー） - 主演・松永桂樹 / 3号 役
    2. 06「スーパーヒーローイズム」（2010年5月22日 - 30日、吉祥寺シアター） - ゲンマル 役
- 劇団たいしゅう小説家Presents
  - MONDO 10BAN★SHOW舞 vol.1「BLUE SKY GRACE」（2009年11月14日 - 23日、MAKOTOシアター銀座） - チェイ 役
  - 「THE LIGHT STAFF」（2009年12月16日 - 20日、銀座小劇場） - 主演・森沢信二 役
- ZERO公演：零【JACK IN THE BOX】（2010年7月2日 - 4日、新宿シアター・ミラクル）
- abc★赤坂ボーイズキャバレー Spin Off「裏」（2010年9月29日 - 10月10日、シアターサンモール） - 勅使川原純 役
- ニコニコミュージカル 第1弾「クリスマス・キャロル」（2010年12月22日 - 26日、博品館劇場） - トニー・ベイカー 役
- BENKEI（2011年4月13日 - 15日、イーストステージ・いけぶくろ〈豊島区民センター文化ホール〉） - 千葉慎之介 役
- BIZARRE vol.4「ベンチウォーマーズ」（2011年4月27日 - 5月1日、笹塚ファクトリー） - ベックハム加藤 役
- AMNIS presents 劇団コラソン 第10回公演「ユルネバ〜完全版〜」（2011年5月2日、味の素スタジアム特設会場） - イケメン 役 ※日替わりゲスト2公演
- 円盤ライダープロデュース Vol.14「仕込んでいこう！〜新宿編〜」（2011年9月6日 - 11日、新宿SPACE107） - ロミオ 役
- Kitty-Guys本公演4kg「ポセイドンの孫とYシャツと私。」（2011年12月20日 - 26日、中目黒ウッディーシアター） - 鷹山一郎 役
- エムキチビート 第十廻公演「I was Light」（2012年4月18日 - 22日、シアターサンモール） - フック・ブラック（フック船長） 役
- 進戯団夢命クラシックス #12「花音〜canon〜」（2012年5月16日 - 5月20日、新宿SPACE107） - シルバ（国王） 役
- FREE(S)プロデュース公演「Dream」《第二章『Dream-sunflower-』》（2012年7月18日 - 22日、恵比寿・エコー劇場） - HIRO 役
- M ACT CREW 第三弾「M ACT QUEST」〜勇者たもつと屈強なパフォーマー達の魔王への軌跡〜（2012年8月16日・17日、三鷹芸術文化会館 星のホール） - アンリ・ルネ・ルネヌルノルマン13世（国王） 役
- 劇団アボガドカフェ
  - 第一期第一回公演「ウェディングマン 〜スーツなやつらにご用心〜」（2012年9月5日 - 8日、中目黒GTプラザホール） - 田中 役
  - 第一期第二回公演「ソレ行け！！カフェマン 〜エプロン男子のしあわせレシピ〜」（2012年11月9日 - 11日、Mt.RAINIER HALL SHIBUYA PLEASURE PLEASURE） - 英二 役
  - 第一期第三回公演「解決！！スパイマン 〜スパイが、白衣に着がえたら。〜」（2013年1月24日 - 27日、新宿シアターモリエール） - 神野博士 役
  - 第二期第一回公演「ペイントマン -Tsunagi’s finish a false with a coat-」（2013年3月7日 - 10日、新宿シアターモリエール） - 有栖川玄太 役
  - 第二期第二回公演「新カフェマン」〜please call me apron boy〜（2013年5月9日 - 12日、築地本願寺 ブティストホール） - 有栖川玄太 役
  - 第二期第三回公演「リベンジマン」-An incorrect statement may turn out to be
- PEACE 第6回公演「CLOCK」（2013年4月27日 - 29日、日暮里サニーホール） - 安倍晴明 役
- correct in the end suit.-（2013年7月11日 - 14日、新宿シアターモリエール） - 恩田サミエル亮太 役
- キタムラ印プロデュース公演 #3「THE LIGHT」（2013年7月26日、中目黒ウッディーシアター）※日替わりゲスト
- FunnyFarm旗揚げ公演「特殊清掃GO!GO!GO!」（2013年8月21日 - 25日、ウッディシアター中目黒） - 木佐ヶ谷 役
- DIVOpresents(有)マッチポンプ調査室2nd青春ライブ「曖春サークル〜甲柳編〜」（2014年6月12日 - 15日、東演パラータ） - イチノセ先生 役
- モーションロックオペラ「Life pathfinder 2014 The Fate of…」（2014年9月13日 - 15日、新国立劇場 小劇場 THE PIT） - ジョージ 役
- DIVE@LIVE-維新-「幕末-狼kick!-」（2014年10月8日 - 12日、THEATER GREEN BIG TREE THEATER） - アーネストサトウ 役
- SPIRAL CHARIOTS
  - 第11回本公演「HATTORI半蔵」（2015年1月21日 - 25日、築地本願寺ブディストホール） - オオガミ大都 役
  - 第12回本公演「mistake -カルミア島殺人事件‐」（2015年9月11日 -13日、ウッディシアター中目黒） - 加藤郁美 役
- エンテナ PLAY UNION 第二回公演「年の始めのためしとて」、「Dream Box」（2016年1月27日 - 31日、萬劇場） - 主演・桐野雄平 役
- Reset Limit 第9回公演「音霊戦隊 ディスクレンジャー」（2016年4月13日 - 17日、上野ストアハウス） - シャーク・エッジ 役
- スライディングドアプランニングス The Birth Stage「Blood Blacker Than Night」（2018年12月14日 - 17日、新宿シアターブラッツ） - 若頭 役

### WEB番組・ラジオ
- いい男♂サプリ（2008年3月24日より配信、dwango.jp）
- おたママ倶楽部（前編：2010年5月1日 / 後編：2010年5月8日、FM西東京）
- ちやほやTV「HEART BEAT TV」コーナー（2011年6月30日 21時40分 - 22時25分）※生放送
- エンタの素（2011年8月18日・2012年3月15日・2013年8月1日）※生放送
- ブサイク☆キングダム（2013年11月20日、AmebaStudio）※生放送

### CM
- Walker（資生堂）
- 小学一年生ピッカピカの1年生（小学館）
- MTV CM（MTVジャパン）

### 広告
- セブンスター・レボ・ウルトラライト・メンソール・ボックス（JT）
- リーバイス 広告
- Walker（資生堂）

### 雑誌
- Street Jack
- Boon
- 東京ウォーカー
- VISUALBOY BRUSH Vol.2 - 3
- Cool-up vol.20
- てれびくん

### 写真集
- 働くMen's写真集「Work-ish」（2008年3月、幻冬舎）ISBN 434481276X

### YOHプロデュース ARTイベント『喜怒哀楽』活動
- 喜怒哀楽 -ART Xmas-（2013年12月20日・21日）出演：松永一哉（ダンス アーティスト） / 大平隆行、田村晃一、内野利昭 / ゲスト【遠藤巧磨（20日19時公演） / 根本正勝（21日14時公演） / 南翔太（21日18時30分公演）】 / YOH

### 作品・個展・展覧会
- ZERO ユニットロゴデザイン、グッズなどトータルデザイン
- SMILY☆SPIKY ユニットLOGOデザイン
- DOOM vol.1（2006年2月15日 - 3月14日、JAPANESE BAR ZIPANGU（ジパング））
- モデルズ アナザー フェイス展（2010年12月 - 24日、銀座・兜屋画廊）
- au着せ替え携帯『ソニー・エリクソン W43S』パッケージデザイン
- ガガガSP『声に出すと赤っ恥』ツアーグッズデザイン
- ニコニコミュージカル第一弾『クリスマスキャロル』DVDデザイン（裏ジャケット、DVD盤面）
- Virgil
  - 『Last promise』CDジャケット・トータルデザイン
  - 『Key Heart』CDジャケット・トータルデザイン
  - 『Brilliant』CDジャケット・トータルデザイン
  - 『Re:Name』CDジャケット・トータルデザイン
- モデルズ アナザー フェイス展（2011年10月11日 - 16日、銀座・兜屋画廊）
- 劇団アボガドカフェ
  - ブログヘッダーデザイン
  - 第二期第三回公演「リベンジマン」楽曲提供（オープニングダンス曲）
- PEACE
  - 第六回公演『CLOCK』フライヤーデザイン・Tシャツデザイン
  - 第七回公演『RE:RISE』フライヤーデザイン
  - 第八回公演『GHOST IN THE BOX!!』フライヤーデザイン
- DIVE@LIVE
  - -炎-フライヤーデザイン
  - -維新- 『幕末-狼kick!-』フライヤーデザイン
- 進戯団夢命クラシックス
  -     1. 17「君の手には夢幻のファクター」デザイン提供
    2. 18「碧のヴォヤージュ」デザイン提供